# بزرگراه ۱۰ (عراق)
بزرگراه ۱۰ یک بزرگراه در عراق می‌باشد که از رطبه تا مرکز اردن گسترده شده‌است.